# Ålderspresident i Sveriges riksdag
Ålderspresident är, enligt riksdagsordningen, den närvarande ledamot i Sveriges riksdag som varit riksdagsledamot längst tid. Om en eller flera personer varit riksdagsledamöter under lika lång tid fungerar den i levnadstid äldste av dessa som ålderspresident.
Ålderspresidenten är alltså den i kammaren närvarande ledamot som är äldst till tjänsteåren och är den som leder kammarsammanträdena innan talmannen valts, alternativt om talmannen eller alla vice talmän har förhinder eller saknas.

## Ålderspresidenter i enkammarriksdagen (1971–)
- 1971–1973: Tage Erlander (S)
- 1974–1976: Torsten Nilsson (S)
- 1976–1979: Henry Allard (S)
- 1979–1985: Gunnar Sträng (S)
- 1985–1988: Ingemund Bengtsson (S)
- 1988–1994: Stig Alemyr (S)
- 1994–1996: Ingvar Carlsson (S)
- 1996–1998: Börje Nilsson (S)
- 1998–2002: Jan Bergqvist (S)
- 2002: Anders Björck (M)
- 2003–2004: Bo Lundgren (M)
- 2004–2006: Lennart Nilsson (S)
- 2006–2014: Per Westerberg (M) [a]
- 2015: Göran Hägglund (KD)
- 2015–2018: Krister Örnfjäder (S)
- 2018–2019: Beatrice Ask (M)[3][4]
- 2020–2022: Tuve Skånberg (KD)[5]
- 2022: Carina Ohlsson (S)[6][b]
- 2022: Karin Enström (M)[6]
- 2022–2025: Tomas Eneroth (S)[6]
- 2025–: Anders Ygeman (S)[8]

## Tidigare ålderspresidenter i tvåkammarriksdagen (1867–1970)

### Första kammarensålderspresidenter
- 1867–1874: Jakob Vilhelm Sprengtporten
- 1875: Gustaf Sparre
- 1876–1883: Carl Axel Mannerskantz (de facto Rudolf Tornérhjelm 1881; Patric Reuterswärd 1883)
- 1883–1884 Rudolf Tornérhjelm (de facto Patric Reuterswärd)
- 1885–1894: Gustaf Lagerbjelke (de facto Patric Reuterswärd)
- 1895–1899: Patric Reuterswärd (de facto Wilhelm Stråle af Ekna 1895)
- 1900–1902: Pehr von Ehrenheim
- 1903–1906: Fredrik von Essen
- 1907–1908: Gustaf Sparre (de facto Erik Gustaf Boström)
- 1908–1911: Eduard Fränckel
- 1912–1916: Olof Jonsson i Hov
- ?–1921: Ollas Anders Ericsson
- 1922–1937: Ernst Trygger
- ?–1940: Carl Lindhagen
- 1941–1955: Johan Nilsson i Skottlandshus
- 1956–1959: Fritiof Domö
- 1960–1964: Rickard Sandler
- 1965: Östen Undén
- 1966: Ebon Andersson
- 1967–1968: Emil Näsström
- 1969–1970: John Ericsson i Kinna

### Andra kammarensålderspresidenter
- 1867–1872: Lars Johan Hierta
- 1873: Johan August Gripenstedt
- 1874–1886: Erik Sparre
- 1888–1889: Carl Ifvarsson
- 1890: Jöns Rundbäck
- 1891–1893: Alfred Fock
- 1896: Anders Persson i Mörarp
- 1897–1902: Johan Johansson i Noraskog
- 1906–1908: Wilhelm Lothigius
- 1909–1911: Folke Andersson
- 1912–1913: Anders Hansson i Solberga
- 1914–1918: Carl Persson i Stallerhult (de facto Hans Andersson i Skivarp 1915)
- 1919–1924: Erik Åkerlund
- 1925–1931: Raoul Hamilton
- 1931–1932: Adolf Wiklund i Brattfors
- 1933–1938: Herman Andersson
- 1939–1940: Karl August Borg
- 1941–1942: Ernst Hage
- 1943–1952: August Sävström
- 1953–1960: Harald Hallén
- 1961–1964: Per Edvin Sköld
- 1965–1970: Tage Erlander